# Alas Chiricanas
Alas Chiricanas (in spagnolo: Chiriquí Wings) era una compagnia aerea regionale panamense con sede a Panama, operativa dal 1980 al 1995.

## Flotta
La loro flotta operava gli Embraer EMB 110 Bandeirante, sebbene operassero anche con il Dash 7 in feroce concorrenza con Aeroperlas, una compagnia rivale.

## Incidenti
Nel 1994, il volo Alas Chiricanas 901 esplose mentre era in viaggio da Colón a Panama City. Tutti i 18 passeggeri e i tre membri dell'equipaggio rimasero uccisi. L'esplosione era stata provocata da una bomba. Il gruppo militante islamico Hezbollah era sospettato di aver ideato l'attacco, anche se Panama non aveva alcun legame con il conflitto israelo-palestinese.
Si dice che l'aereo si sia schiantato su una collina boscosa a seguito di un'esplosione in volo. Tra i passeggeri c'erano dodici uomini d'affari ebrei.
Dopo l'incidente la società chiuse i battenti e Aeroperlas assorbì parte della sua flotta.